# Sérgio Loreto
Sérgio Teixeira Lins de Barros Loreto (Águas Belas, 13  de fevereiro de 1867— 6 de março de 1937) foi um magistrado e político brasileiro, filho do professor Galdino Eleutério Teixeira de Barros e de Luísa Loreto e formado em Ciências Jurídicas e Sociais pela Faculdade de Direito do Recife.

## Biografia
Eleito presidente de Pernambuco, em 1922, centrou forças no combate às epidemias da gripe espanhola e da febre amarela que assolaram a região, e enfrentou diversos problemas como a difusão do cangaço no sertão e a Coluna Prestes, que vinda do Ceará atravessou o estado por duas vezes.
Sérgio Teixeira Lins de Barros Loreto, nasceu Águas Belas (PE), em 9 de setembro de 1870, filho do professor Galdino Eleutério Teixeira de Barros Loreto e Luiza Lins de Albuquerque Barros.
Nascido em família modesta, trabalhou como funcionário dos Correios, emprego obtido por concurso público. Concluiu o curso secundário (1887) e estudou também no Liceu de Artes e Ofícios, onde foi professor de Aritmética. Trabalhando e estudando, terminou o curso de Bacharelado em Direito, pela Faculdade de Direito do Recife, em junho de 1892.
Renunciando ao emprego dos Correios, transferiu-se para Santa Leopoldina, no Espírito Santo, onde foi promotor público e, em 1897, chefe de Polícia daquele Estado. Na época já casado com Virgínia de Moraes Freitas Barbosa, de conhecida família pernambucana, com a qual teve dois filhos, Sérgio Loreto Filho e Aspásia.
Sendo demitido por problemas políticos, transferiu-se do Espírito Santo para o Rio de Janeiro, onde advogou de 1901 a 1904, quando venceu um concurso para juiz federal, no Espírito Santo, voltando então para Vitória, capital do Estado. Em 1905, voltou para o Recife para exercer o cargo de juiz federal em Pernambuco.
Governador de Pernambuco de outubro de 1922 a outubro de 1926. Durante sua administração realizou várias obras no Recife e também no interior do Estado, entre as quais a conclusão do Quartel e da praça do Derby; a construção da Avenida Beira-Mar (atual Avenida Boa Viagem); a dragagem do porto do Recife e ampliação de alguns cais e armazéns para permitir a entrada e acostamento de grande navios; a construção do segunda linha adutora do Gurjaú, para ampliar o abastecimento d água da cidade. Construiu estradas entre Floresta, Cabrobó, Boa Vista e entre Floresta, Salgueiro. Leopoldina, Ouricuri; restaurou prédios escolares e deu especial atenção à formação de professores. Foi ele quem instituiu o Hino da Cidade do Recife, através da Lei nº 108, de 10 de julho de 1924, com letra de Manoel Aarão e música de Nelson Ferreira.
Na área da higiene e saúde públicas, cujo secretário era o seu genro, o médico Amaury de Medeiros, criou setores especializados para combater a malária, a tuberculose, a sífilis e para tratar as doenças mentais. Abriu uma rede de hospitais que atendia aos municípios de Goiana, Cabo, Bonito, Canhotinho, Olinda, Nazaré da Mata, Ribeirão, além de 26 postos de saúde no interior do Estado. Reformou o Hospital Santa Águeda, hoje chamado Oswaldo Cruz, criou serviços de visitadores e educação sanitária, conseguindo erradicar a varíola, a febre amarela e diminuir significativamente o índice de mortalidade de crianças e adultos (vide Amaury de Medeiros).
Quando deixou o governo, em outubro de 1926, foi eleito deputado federal por Pernambuco e, em 1930, Sérgio Loreto abandonou a política.
Sergio Loreto faleceu em 6 de março de 1937. Seu nome continua lembrado através da Praça Sérgio Loreto e da Escola Sérgio Loreto, anexa àquela praça, no bairro de São José, no Recife.

1. Reforma do Palácio do Governo (Palacio do Campo das Princesas), incluindo o parque posterior, os três edifícios laterais, o cais e a balaustrada. 

2. Remodelação da Praça da República, incluindo o passeio marginal, calçamento, pavimentação do passeio com asfalto e paralelepípedo e calçamento da ponte Santa Isabel. 

3. Aquisição da antiga Campina do Derby à Prefeitura do Recife, com o aterro e a drenagem e construção do canal e do parque, calçamento com asfalto e paralelepipedo. 

4. Construção do Edificio do Quartel Central da Força Publica do Estado (Quartel General da Policia Militar de Pernambuco), na Campina do Derby. 

5. Construção da Ponte Buarque de Macedo, com 281,90m. 

6. Construção da Ponte da Torre, com 99,80m. 

7. Construção do Edificio do Departamento de Saude Pública e Assistencia Social, na Praça Oswaldo Cruz, na Boa Vista. 

8. Construção do Edificio do Palácio da Justiça (Tribunal de Justiça de Pernambuco), na Praça da Republica, obra não concluida. 

9. Construção da Adutora do Gurjau, com aquisição do Engenho São Salvador, da construção da Vila Operaria de Gurjau, das pontes dos Carvalhos, em cimento e do pontilhão do Guerra, para passagem da linha. 

10. Construção da Avenida Saturnino de Brito, em asfalto para acesso a usina de esgoto (Cabanga) e oficinas do Estado. 

11. Reforço da Ponte do Pina, em concreto, para passagem de bondes e veiculos de alta velocidade. 

12. Construção da Avenida Herculano Bandeira, no Pina, com 898 metros em asfalto para acesso a estação balnearia de Boa Viagem. 

13. Construção da Avenida Beira Mar, em asfalto (hoje Avenida Boa Viagem), com cinco quilometros. 

15. Reforma radical (reconstrução)  do antigo Hospital Santa Agueda (hoje Hospital Universitário Osvaldo Cruz), com construção de pavilhões para observação de doentes contagiosos, administração e laboratórios, isolamento e necrotério e melhoramento no Hospital
de Tuberculosos. 

16. Instalação completa dos serviços do Hospital Centenário.